# Andrea Kuklová
Andrea Kuklová, z domu Chupíková (ur. 16 lipca 1971 w Popradzie) – słowacka koszykarka występująca na pozycjach rzucającej lub niskiej skrzydłowej, reprezentantka kraju, olimpijka.

## Osiągnięcia
Na podstawie, o ile nie zaznaczono inaczej.

### Drużynowe
- Mistrzyni:
  - Euroligi (2000)
  - Słowacji (2000, 2004)
- Wicemistrzyni:
  - WNBA (1998)
  - Czechosłowacji (1992)
  - Niemiec (1994)
- Brązowa medalistka Czechosłowacji (1991)

### Indywidualne
- Słoweńska koszykarka roku (1995, 1998)[2]

### Reprezentacja
Seniorska
- Wicemistrzyni Europy (1997)[3]
- Brązowa medalistka mistrzostw Europy (1993)[4]
- Uczestniczka:
  - igrzysk olimpijskich (1992 – 6. miejsce)[5][6][7]
  - mistrzostw:
    - świata (1994 – 5. miejsce)[8]
    - Europy (1993, 1995 – 4. miejsce, 1997, 2001 – 8. miejsce)[9][10]

  - kwalifikacji do Eurobasketu (1997, 2001)

Młodzieżowe
- Wicemistrzyni Europy:
  - U–18 (1988)[11]
  - U–16 (1987)[12]
- Uczestniczka mistrzostw świata U–19 (1989 – 4. miejsce)[13]